# Nghĩa Đồng, Nghệ An
Nghĩa Đồng là một xã thuộc tỉnh Nghệ An, Việt Nam. Xã được hình thành trên cơ sở sáp nhập xã Bình Hợp và xã Nghĩa Đồng của huyện Tân Kỳ trong đợt Sáp nhập tỉnh thành Việt Nam 2025.

## Địa lý
Xã Nghĩa Đồng có vị trí địa lý:
- Phía Đông giáp xã Quang Đồng và xã Quỳnh Tam;
- Phía Nam giáp xã Tân Kỳ và xã Giai Lạc;
- Phía Tây giáp xã Tân Phú;
- Phía Bắc giáp xã Nghĩa Khánh và xã Nghĩa Lộc.

Xã Nghĩa Đồng có diện tích tự nhiên 72,43 km².

## Hành chính và tên gọi
Xã Nghĩa Đồng được thành lập theo Nghị quyết số 1678/NQ-UBTVQH15 của Ủy ban Thường vụ Quốc hội Việt Nam, ban hành ngày 16 tháng 6 năm 2025. Theo đó, sắp xếp toàn bộ diện tích tự nhiên, quy mô dân số của xã Bình Hợp và xã Nghĩa Đồng thuộc huyện Tân Kỳ trước đây thành một xã mới có tên gọi là xã Nghĩa Đồng.
Trước đó, theo Đề án sắp xếp đơn vị hành chính cấp xã tỉnh Nghệ An, xã này là xã Tân Kỳ 4.
Sau sắp xếp xã có diện tích tự nhiên: 72,43 km², quy mô dân số: 20.195 người.